# Eleições parlamentares europeias de 2004 nos Açores
| Eleições parlamentares europeias de 2004 em Portugal Distritos: Aveiro \| Beja \| Braga \| Bragança \| Castelo Branco \| Coimbra \| Évora \| Faro \| Guarda \| Leiria \| Lisboa \| Portalegre \| Porto \| Santarém \| Setúbal \| Viana do Castelo \| Vila Real \| Viseu \| Açores \| Madeira \| Estrangeiro |

## Resultados por Concelho
Os resultados nos concelhos do Região Autónoma dos Açores foram os seguintes:

### Angra do Heroísmo
| Partido                 | Partido                        | Votos  | %               | +/-  |
| ----------------------- | ------------------------------ | ------ | --------------- | ---- |
|                         | Partido Socialista             | 5 050  | 52,75 / 100,00  | 2,51 |
|                         | Força Portugal                 | 3 751  | 39,18 / 100,00  | 4,72 |
|                         | Bloco de Esquerda              | 237    | 2,48 / 100,00   | 1,56 |
|                         | Coligação Democrática Unitária | 101    | 1,06 / 100,00   | 0,56 |
|                         | Outros                         | 190    | 1,99 / 100,00   |      |
| Votos Inválidos         | Votos Inválidos                | 244    | 2,55 / 100,00   | 0,28 |
| Total                   | Total                          | 9 573  | 100,00 / 100,00 |      |
| Eleitorado/Participação | Eleitorado/Participação        | 28 276 | 33,86 / 100,00  | 0,25 |

### Calheta
| Partido                 | Partido                 | Votos | %               | +/-   |
| ----------------------- | ----------------------- | ----- | --------------- | ----- |
|                         | Força Portugal          | 736   | 56,70 / 100,00  | 12,30 |
|                         | Partido Socialista      | 457   | 35,21 / 100,00  | 8,86  |
|                         | Partido Humanista       | 22    | 1,69 / 100,00   | Novo  |
|                         | Outros                  | 58    | 4,48 / 100,00   |       |
| Votos Inválidos         | Votos Inválidos         | 25    | 1,93 / 100,00   | 0,38  |
| Total                   | Total                   | 1 298 | 100,00 / 100,00 |       |
| Eleitorado/Participação | Eleitorado/Participação | 3 512 | 36,96 / 100,00  | 1,81  |

### Corvo
| Partido                 | Partido                    | Votos | %               | +/-   |
| ----------------------- | -------------------------- | ----- | --------------- | ----- |
|                         | Força Portugal             | 101   | 40,89 / 100,00  | 16,02 |
|                         | Partido Socialista         | 97    | 39,27 / 100,00  | 2,04  |
|                         | Partido Popular Monárquico | 25    | 10,12 / 100,00  | 8,52  |
|                         | Bloco de Esquerda          | 6     | 2,43 / 100,00   | 2,43  |
|                         | Outros                     | 4     | 1,62 / 100,00   |       |
| Votos Inválidos         | Votos Inválidos            | 14    | 5,67 / 100,00   | 4,08  |
| Total                   | Total                      | 247   | 100,00 / 100,00 |       |
| Eleitorado/Participação | Eleitorado/Participação    | 348   | 70,98 / 100,00  | 14,18 |

### Horta
| Partido                 | Partido                        | Votos  | %               | +/-  |
| ----------------------- | ------------------------------ | ------ | --------------- | ---- |
|                         | Partido Socialista             | 1 784  | 44,00 / 100,00  | 1,67 |
|                         | Força Portugal                 | 1 731  | 42,69 / 100,00  | 2,47 |
|                         | Coligação Democrática Unitária | 196    | 4,83 / 100,00   | 0,13 |
|                         | Bloco de Esquerda              | 55     | 1,36 / 100,00   | 0,63 |
|                         | Partido Popular Monárquico     | 52     | 1,28 / 100,00   | 0,94 |
|                         | Outros                         | 107    | 2,64 / 100,00   |      |
| Votos Inválidos         | Votos Inválidos                | 130    | 3,20 / 100,00   | 1,10 |
| Total                   | Total                          | 4 055  | 100,00 / 100,00 |      |
| Eleitorado/Participação | Eleitorado/Participação        | 11 590 | 34,99 / 100,00  | 2,96 |

### Lagoa
| Partido                 | Partido                        | Votos  | %               | +/-  |
| ----------------------- | ------------------------------ | ------ | --------------- | ---- |
|                         | Partido Socialista             | 1 404  | 56,41 / 100,00  | 5,83 |
|                         | Força Portugal                 | 851    | 34,19 / 100,00  | 5,59 |
|                         | Bloco de Esquerda              | 33     | 1,33 / 100,00   | 0,49 |
|                         | Coligação Democrática Unitária | 31     | 1,25 / 100,00   | 1,13 |
|                         | Outros                         | 74     | 2,97 / 100,00   |      |
| Votos Inválidos         | Votos Inválidos                | 96     | 3,66 / 100,00   | 0,01 |
| Total                   | Total                          | 2 489  | 100,00 / 100,00 |      |
| Eleitorado/Participação | Eleitorado/Participação        | 10 361 | 24,02 / 100,00  | 1,42 |

### Lajes das Flores
| Partido                 | Partido                        | Votos | %               | +/-  |
| ----------------------- | ------------------------------ | ----- | --------------- | ---- |
|                         | Partido Socialista             | 306   | 47,22 / 100,00  | 1,64 |
|                         | Força Portugal                 | 237   | 36,57 / 100,00  | 6,00 |
|                         | Coligação Democrática Unitária | 42    | 6,48 / 100,00   | 0,70 |
|                         | Partido Popular Monárquico     | 10    | 1,54 / 100,00   | 1,37 |
|                         | Bloco de Esquerda              | 9     | 1,39 / 100,00   | 0,72 |
|                         | Outros                         | 17    | 2,62 / 100,00   |      |
| Votos Inválidos         | Votos Inválidos                | 27    | 4,16 / 100,00   | 1,49 |
| Total                   | Total                          | 648   | 100,00 / 100,00 |      |
| Eleitorado/Participação | Eleitorado/Participação        | 1 268 | 51,10 / 100,00  | 3,56 |

### Lajes do Pico
| Partido                 | Partido                 | Votos | %               | +/-  |
| ----------------------- | ----------------------- | ----- | --------------- | ---- |
|                         | Partido Socialista      | 856   | 53,04 / 100,00  | 3,68 |
|                         | Força Portugal          | 651   | 40,33 / 100,00  | 4,72 |
|                         | Bloco de Esquerda       | 18    | 1,12 / 100,00   | 0,58 |
|                         | Outros                  | 47    | 2,91 / 100,00   |      |
| Votos Inválidos         | Votos Inválidos         | 42    | 2,60 / 100,00   | 0,38 |
| Total                   | Total                   | 1 614 | 100,00 / 100,00 |      |
| Eleitorado/Participação | Eleitorado/Participação | 4 345 | 37,15 / 100,00  | 3,26 |

### Madalena
| Partido                 | Partido                        | Votos | %               | +/-  |
| ----------------------- | ------------------------------ | ----- | --------------- | ---- |
|                         | Força Portugal                 | 1 108 | 56,10 / 100,00  | 8,31 |
|                         | Partido Socialista             | 710   | 35,95 / 100,00  | 8,74 |
|                         | Coligação Democrática Unitária | 29    | 1,47 / 100,00   | 1,04 |
|                         | Outros                         | 69    | 3,50 / 100,00   |      |
| Votos Inválidos         | Votos Inválidos                | 59    | 2,99 / 100,00   | 0,39 |
| Total                   | Total                          | 1 975 | 100,00 / 100,00 |      |
| Eleitorado/Participação | Eleitorado/Participação        | 4 672 | 42,27 / 100,00  | 2,86 |

### Nordeste
| Partido                 | Partido                 | Votos | %               | +/-  |
| ----------------------- | ----------------------- | ----- | --------------- | ---- |
|                         | Partido Socialista      | 1 065 | 49,51 / 100,00  | 5,05 |
|                         | Força Portugal          | 881   | 40,96 / 100,00  | 7,43 |
|                         | Outros                  | 128   | 5,94 / 100,00   |      |
| Votos Inválidos         | Votos Inválidos         | 77    | 3,58 / 100,00   | 0,66 |
| Total                   | Total                   | 2 151 | 100,00 / 100,00 |      |
| Eleitorado/Participação | Eleitorado/Participação | 4 867 | 44,20 / 100,00  | 0,20 |

### Ponta Delgada
| Partido                 | Partido                        | Votos  | %               | +/-  |
| ----------------------- | ------------------------------ | ------ | --------------- | ---- |
|                         | Partido Socialista             | 6 697  | 51,41 / 100,00  | 1,97 |
|                         | Força Portugal                 | 4 895  | 37,58 / 100,00  | 3,01 |
|                         | Bloco de Esquerda              | 282    | 2,16 / 100,00   | 1,04 |
|                         | Coligação Democrática Unitária | 259    | 1,99 / 100,00   | 0,81 |
|                         | Outros                         | 506    | 3,88 / 100,00   |      |
| Votos Inválidos         | Votos Inválidos                | 387    | 2,97 / 100,00   | 0,54 |
| Total                   | Total                          | 13 026 | 100,00 / 100,00 |      |
| Eleitorado/Participação | Eleitorado/Participação        | 50 984 | 25,55 / 100,00  | 0,91 |

### Povoação
| Partido                 | Partido                 | Votos | %               | +/-  |
| ----------------------- | ----------------------- | ----- | --------------- | ---- |
|                         | Partido Socialista      | 970   | 50,97 / 100,00  | 8,95 |
|                         | Força Portugal          | 777   | 40,83 / 100,00  | 8,66 |
|                         | Bloco de Esquerda       | 25    | 1,31 / 100,00   | 0,47 |
|                         | Outros                  | 72    | 3,78 / 100,00   |      |
| Votos Inválidos         | Votos Inválidos         | 59    | 3,10 / 100,00   | 0,21 |
| Total                   | Total                   | 1 903 | 100,00 / 100,00 |      |
| Eleitorado/Participação | Eleitorado/Participação | 5 376 | 35,40 / 100,00  | 5,01 |

### Ribeira Grande
| Partido                 | Partido                        | Votos  | %               | +/-  |
| ----------------------- | ------------------------------ | ------ | --------------- | ---- |
|                         | Partido Socialista             | 2 774  | 52,22 / 100,00  | 2,23 |
|                         | Força Portugal                 | 1 897  | 35,71 / 100,00  | 4,68 |
|                         | Bloco de Esquerda              | 188    | 3,54 / 100,00   | 1,60 |
|                         | Coligação Democrática Unitária | 65     | 1,22 / 100,00   | 0,34 |
|                         | Outros                         | 187    | 3,52 / 100,00   |      |
| Votos Inválidos         | Votos Inválidos                | 201    | 3,78 / 100,00   | 0,56 |
| Total                   | Total                          | 5 312  | 100,00 / 100,00 |      |
| Eleitorado/Participação | Eleitorado/Participação        | 20 417 | 26,02 / 100,00  | 0,09 |

### Santa Cruz da Graciosa
| Partido                 | Partido                 | Votos | %               | +/-   |
| ----------------------- | ----------------------- | ----- | --------------- | ----- |
|                         | Partido Socialista      | 900   | 54,74 / 100,00  | 9,32  |
|                         | Força Portugal          | 631   | 38,38 / 100,00  | 12,07 |
|                         | Outros                  | 59    | 3,58 / 100,00   |       |
| Votos Inválidos         | Votos Inválidos         | 54    | 3,28 / 100,00   | 1,48  |
| Total                   | Total                   | 1 644 | 100,00 / 100,00 |       |
| Eleitorado/Participação | Eleitorado/Participação | 3 822 | 43,01 / 100,00  | 0,16  |

### Santa Cruz das Flores
| Partido                 | Partido                                         | Votos | %               | +/-  |
| ----------------------- | ----------------------------------------------- | ----- | --------------- | ---- |
|                         | Partido Socialista                              | 304   | 49,27 / 100,00  | 4,03 |
|                         | Força Portugal                                  | 203   | 32,90 / 100,00  | 7,05 |
|                         | Coligação Democrática Unitária                  | 50    | 8,10 / 100,00   | 1,00 |
|                         | Bloco de Esquerda                               | 8     | 1,30 / 100,00   | 0,35 |
|                         | Partido Comunista dos Trabalhadores Portugueses | 8     | 1,30 / 100,00   | 0,19 |
|                         | Partido da Nova Democracia                      | 7     | 1,13 / 100,00   | Novo |
|                         | Outros                                          | 12    | 1,95 / 100,00   |      |
| Votos Inválidos         | Votos Inválidos                                 | 25    | 4,05 / 100,00   | 2,28 |
| Total                   | Total                                           | 617   | 100,00 / 100,00 |      |
| Eleitorado/Participação | Eleitorado/Participação                         | 1 977 | 31,21 / 100,00  | 5,61 |

### São Roque do Pico
| Partido                 | Partido                        | Votos | %               | +/-   |
| ----------------------- | ------------------------------ | ----- | --------------- | ----- |
|                         | Força Portugal                 | 853   | 60,84 / 100,00  | 18,77 |
|                         | Partido Socialista             | 453   | 32,31 / 100,00  | 17,74 |
|                         | Coligação Democrática Unitária | 15    | 1,07 / 100,00   | 2,10  |
|                         | Bloco de Esquerda              | 14    | 1,00 / 100,00   | 0,33  |
|                         | Outros                         | 31    | 2,20 / 100,00   |       |
| Votos Inválidos         | Votos Inválidos                | 36    | 2,56 / 100,00   | 0,54  |
| Total                   | Total                          | 1 402 | 100,00 / 100,00 |       |
| Eleitorado/Participação | Eleitorado/Participação        | 2 805 | 49,98 / 100,00  | 12,31 |

### Velas
| Partido                 | Partido                        | Votos | %               | +/-   |
| ----------------------- | ------------------------------ | ----- | --------------- | ----- |
|                         | Força Portugal                 | 866   | 49,40 / 100,00  | 11,15 |
|                         | Partido Socialista             | 715   | 40,79 / 100,00  | 6,26  |
|                         | Bloco de Esquerda              | 31    | 1,77 / 100,00   | 1,25  |
|                         | Coligação Democrática Unitária | 29    | 1,65 / 100,00   | 0,01  |
|                         | Partido da Nova Democracia     | 19    | 1,08 / 100,00   | Novo  |
|                         | Outros                         | 51    | 2,90 / 100,00   |       |
| Votos Inválidos         | Votos Inválidos                | 42    | 2,39 / 100,00   | 0,88  |
| Total                   | Total                          | 1 753 | 100,00 / 100,00 |       |
| Eleitorado/Participação | Eleitorado/Participação        | 4 534 | 38,66 / 100,00  | 4,05  |

### Vila da Praia da Vitória
| Partido                 | Partido                 | Votos  | %               | +/-  |
| ----------------------- | ----------------------- | ------ | --------------- | ---- |
|                         | Partido Socialista      | 2 511  | 48,97 / 100,00  | 1,45 |
|                         | Força Portugal          | 2 266  | 44,19 / 100,00  | 4,00 |
|                         | Bloco de Esquerda       | 81     | 1,58 / 100,00   | 1,28 |
|                         | Outros                  | 145    | 2,83 / 100,00   |      |
| Votos Inválidos         | Votos Inválidos         | 125    | 2,43 / 100,00   | 0,82 |
| Total                   | Total                   | 5 128  | 100,00 / 100,00 |      |
| Eleitorado/Participação | Eleitorado/Participação | 16 902 | 30,34 / 100,00  | 1,67 |

### Vila do Porto
| Partido                 | Partido                        | Votos | %               | +/-  |
| ----------------------- | ------------------------------ | ----- | --------------- | ---- |
|                         | Partido Socialista             | 749   | 63,69 / 100,00  | 1,72 |
|                         | Força Portugal                 | 311   | 26,45 / 100,00  | 1,22 |
|                         | Coligação Democrática Unitária | 22    | 1,87 / 100,00   | 0,35 |
|                         | Bloco de Esquerda              | 22    | 1,87 / 100,00   | 1,10 |
|                         | Outros                         | 34    | 2,89 / 100,00   |      |
| Votos Inválidos         | Votos Inválidos                | 38    | 3,23 / 100,00   | 1,09 |
| Total                   | Total                          | 1 176 | 100,00 / 100,00 |      |
| Eleitorado/Participação | Eleitorado/Participação        | 4 513 | 26,06 / 100,00  | 0,24 |

### Vila Franca do Campo
| Partido                 | Partido                        | Votos | %               | +/-  |
| ----------------------- | ------------------------------ | ----- | --------------- | ---- |
|                         | Partido Socialista             | 1 134 | 53,47 / 100,00  | 3,06 |
|                         | Força Portugal                 | 784   | 36,96 / 100,00  | 5,17 |
|                         | Coligação Democrática Unitária | 25    | 1,18 / 100,00   | 0,58 |
|                         | Outros                         | 110   | 5,19 / 100,00   |      |
| Votos Inválidos         | Votos Inválidos                | 68    | 3,21 / 100,00   | 0,34 |
| Total                   | Total                          | 2 121 | 100,00 / 100,00 |      |
| Eleitorado/Participação | Eleitorado/Participação        | 8 461 | 25,07 / 100,00  | 3,38 |